# شافية أحمد
شافية أحمد محمد الصايغ مطربة مصرية، ولدت في منطقة حوش اّدم بمدينة القاهرة، وكانت كفيفة محرومة من نور البصر، بدأت مشوارها الفنى بحفظ القران الكريم، وصحبها والدها لدار الإذاعة المصرية فاستمع اليها الموسيقار محمد القصبجي، كما حرص الموسيقار إبراهيم شفيق على تبنى موهبتها فألحقها بمعهده الخاص بالموسيقى لتتلمذ على يديه، غنت من ألحانه عدد من الأغاني المعروفة خلال حقبة الأربعينات، وكان من زملائها في المعهد حلمى فرج ومحمد قنديل وفايد محمد وعبد الفتاح منسى، وغنت في الإذاعة وعمرها 11 عامًا . ثم ابتسم لها الحظ وأقبلت عليها شركات الاسطوانات لتسجيل أغانيها، فسجلت أول أغنية باسم (حبي وداري) ثم قصيدة (يا طير فوق غصن بان) كما غنت في حوالى 35 فيلمًا، وقد توقفت عن الغناء لمدة خمس سنوات إثر مرض أصاب حنجرتها .وفي عام 1960 م تماثلت للشفاء واستردت حلاوة صوتها لتعود للإذاعة مرة أخرى وتسجل ثلاث أغنيات، وحصلت على عدة شهادات منها شهادة الجدارة عام 1979.
والدها هو احمد عبد القادر (الصايغ) عبد الدائم عبد المعبود محمد . هاجر من السودان منطقة الدبة بشمال السودان حيث تقيم بقية الاسرة المنحدرة من شقيقه حامد عبد القادر وشقيقته فاطمة عبد القادر

## أعمالها
| - الجوز الخيل والعربية - أوبريت الليلة الكبيرة - روح يانسيم لحبيبى وقول له - البنفسج - زهرة البساتين - أوبريت السوق | - راوية وقطر الندى - المنبه - الحاج جمعة - عرايس البحر - الشيخ محمد | - ياحلاوة ام إسماعيل في وسط عيالها - يازهرة البساتين - ياعاشقين الورد الورد - حبى ودارى - يا طير فوق غصن بان - يا ورد | - يا عروسة يا نوارة العيلة - ليالى أشوفك تسعد خيالى - قاضى الغرام - عا المجدليه - حياة الناس سيجارة وكاس - اسألوا أهل الغرام |

### الأفلام التي شاركت فيها
| - سيد درويش: 1965 - سمراء سيناء: 1959 - غناء - الفارس الأسود: 1954 - غناء - أرض الابطال: 1953 - غناء - غرام بثينة: 1953 - غناء - السيد البدوي: 1953 - غناء | - ولدي: 1949 - غناء - أسير العيون: 1949 - غناء - أميرة الجزيرة: 1948 - غناء - فوق السحاب: 1948 - صاحبة العمارة: 1948 - غناء - التضحية الكبرى: 1947 - غناء | - سلطانة الصحراء: 1947 - غناء - راوية: 1946 - دنيا: 1946 - غرام الشيوخ: 1946 - غناء - البني آدم: 1945 - غناء - قصة غرام: 1945 - غناء | - عنتر وعبلة: 1945 - غناء - من الجاني: 1944 - غناء - البؤساء: 1943 - غناء - أبو حلموس: 1947 - غناء - طاقية الإخفاء: 1944 - الغناء الذي ادته امينة شريف - سيد درويش: مسلسل اذاعي - غناء |

## جوائز
- جائزة الجدارة سنة 1979.

## روابط خارجية
- شافية أحمد على موقع الدهليز
- شافية أحمد على موقع قاعدة بيانات الأفلام العربية
- شافية أحمد على موقع ديسكوغز (الإنجليزية)